# Hôpital Saint-Antoine
Pour les articles homonymes, voir Saint-Antoine.
L'hôpital Saint-Antoine est un hôpital universitaire de l'Assistance publique - Hôpitaux de Paris (AP-HP) situé dans le 12e arrondissement de Paris au 184, rue du Faubourg-Saint-Antoine. Il relève du groupe hospitalo-universitaire AP-HP–Sorbonne Université.

## Historique
Par décret du 11 février 1791, l’abbaye Saint-Antoine est déclarée bien national. Évacuée par les religieuses, elle devient sous la Convention l’hospice de l’Est, d’une part pour pallier le manque d’hôpitaux dans cette partie de la capitale, d’autre part pour remercier les habitants du quartier pour leur rôle actif dans les événements révolutionnaires. L’église Saint-Antoine est détruite en 1796. C’est l’architecte Nicolas-Marie Clavareau qui est chargé de l’aménagement de l’hospice. Il lance la création de deux ailes supplémentaires mais est vite arrêté par le manque d'argent. L’hôpital, comportant deux salles de 72 lits (une pour les femmes, une pour les hommes), n’a pour équipe médicale qu’un seul médecin, un pharmacien et une quinzaine d’infirmières. L’établissement change de nom en 1802 et devient l’hôpital Saint-Antoine.
C'est en 1811 que les Hospitalières de Sainte-Marthe de Beaune, auxquelles est confié l’hôpital jusqu’en 1881, organisent la distribution des soins et des médicaments. L’agrandissement des locaux se poursuit et les conditions d’hygiène s’améliorent. En 1842, l’hôpital comporte 320 lits. En 1872, le joaillier diamantaire Emmanuel Moïana (1799-1876) fait un legs testamentaire d'un million de francs à l'Assistance publique ; en 1879, il est décidé que cette somme sera employée à créer à l'hôpital Saint-Antoine une annexe de 500 lits.
De grands noms de la médecine en feront à la fin du XIXe siècle un des hôpitaux les plus renommés : Georges Hayem, Marcel Lermoyez (en), Édouard Brissaud et Gilbert Ballet, Antoine Béclère.
Durant la Première Guerre mondiale, l'hôpital Saint-Antoine est touché par les bombardements du 30 janvier 1918 lors d'un raid aérien effectué par des avions allemands.
L'hôpital Saint-Antoine, pour ses façades et toitures, son passage central du rez-de-chaussée et l'escalier de son corps central, fait l’objet d’une inscription au titre des monuments historiques depuis le 4 juin 1962.
En 1965 le médecin Étienne Lévy et le chirurgien Jean Loygue y inventent la nutripompe,, et participent à faire du service de gastro-entérologie l'un des plus renommés de France.
Le professeur en médecine Georges Offenstadt y fut chef du Service de réanimation de 1997 à 2010 (il a fondé l'encyclopédie de référence de réanimation française, éditée chez Elsevier Masson). Le service de réanimation se nomme aujourd'hui « Service Georges-Offenstadt ».

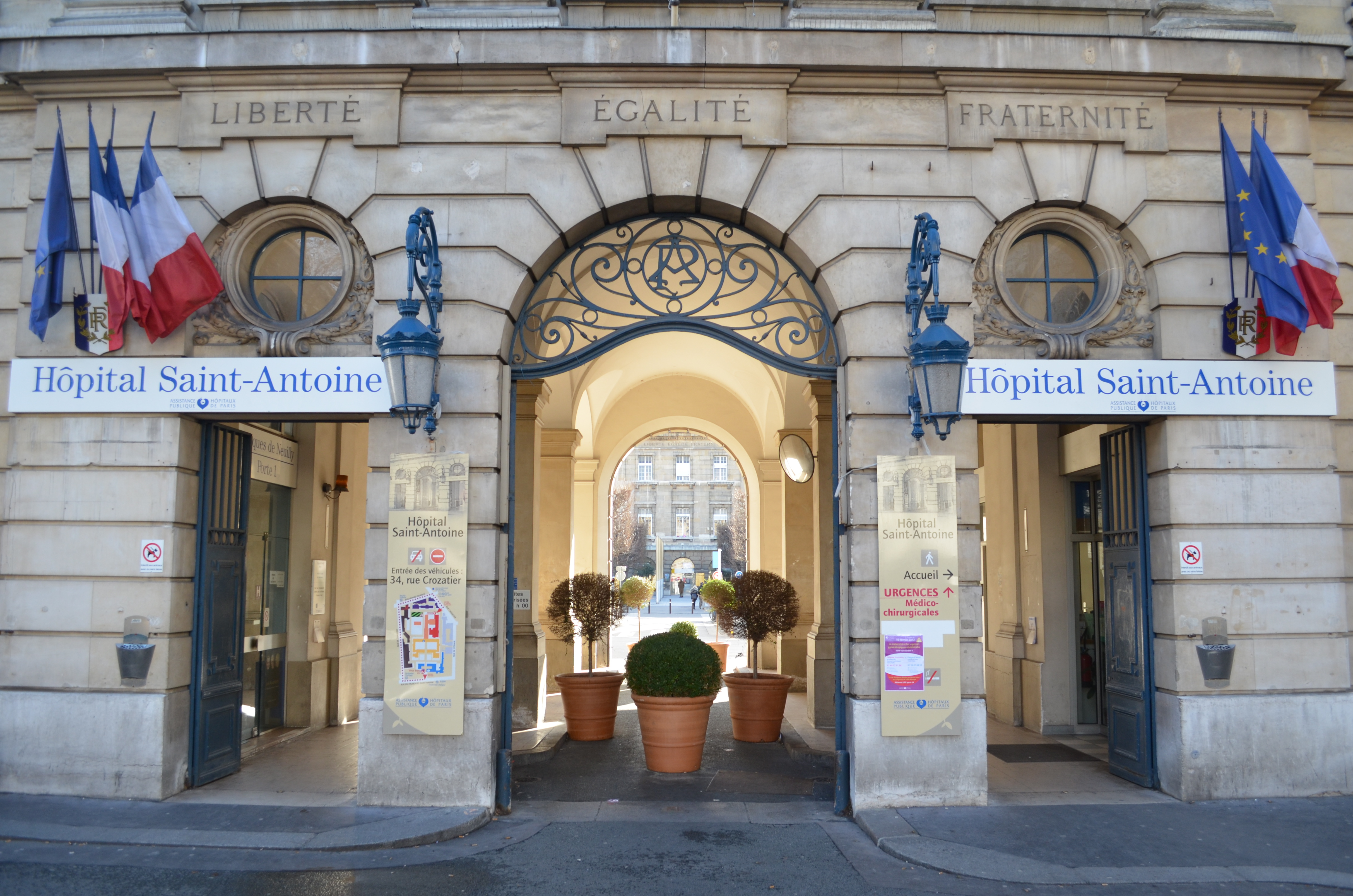
Entrée.
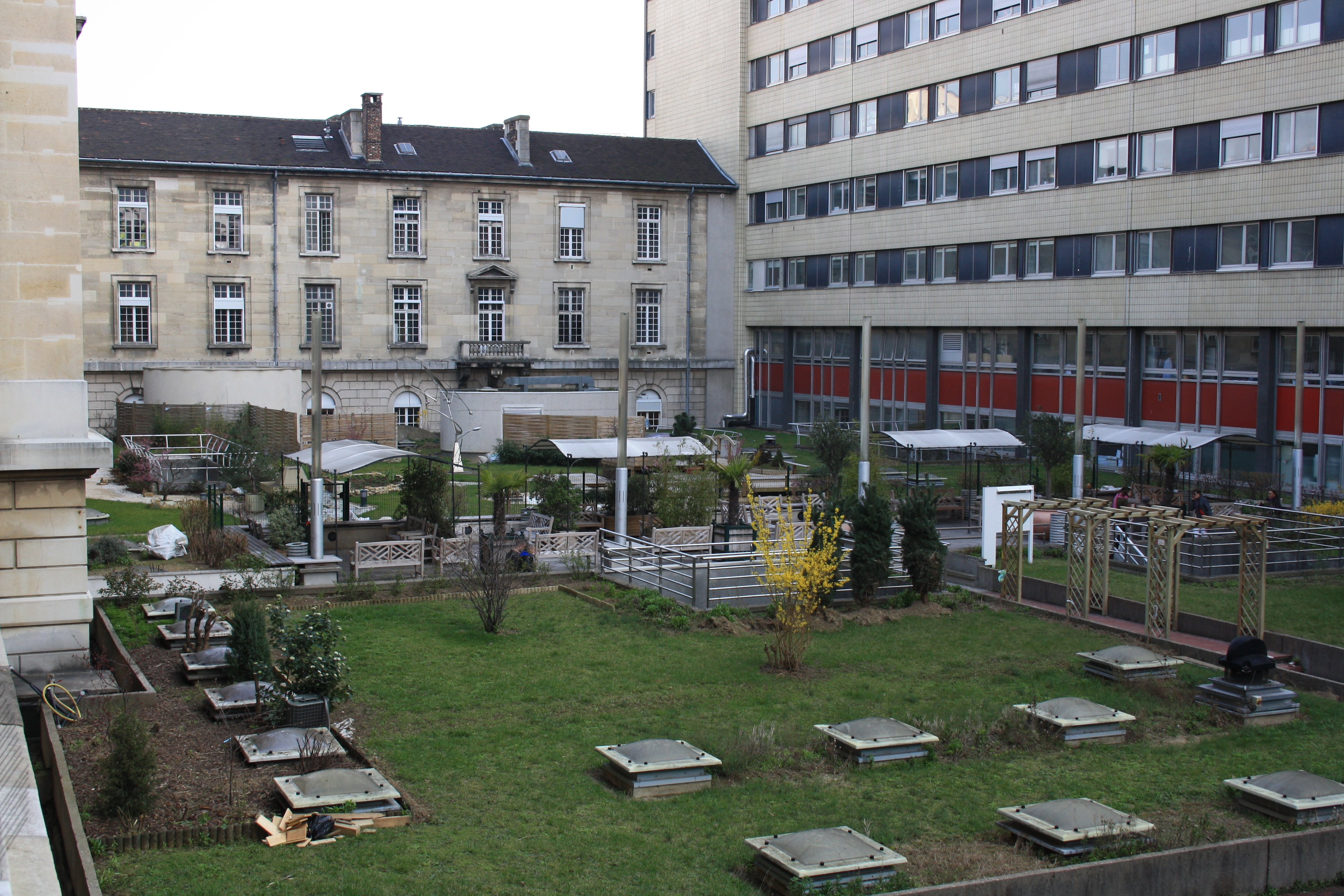
Jardin.
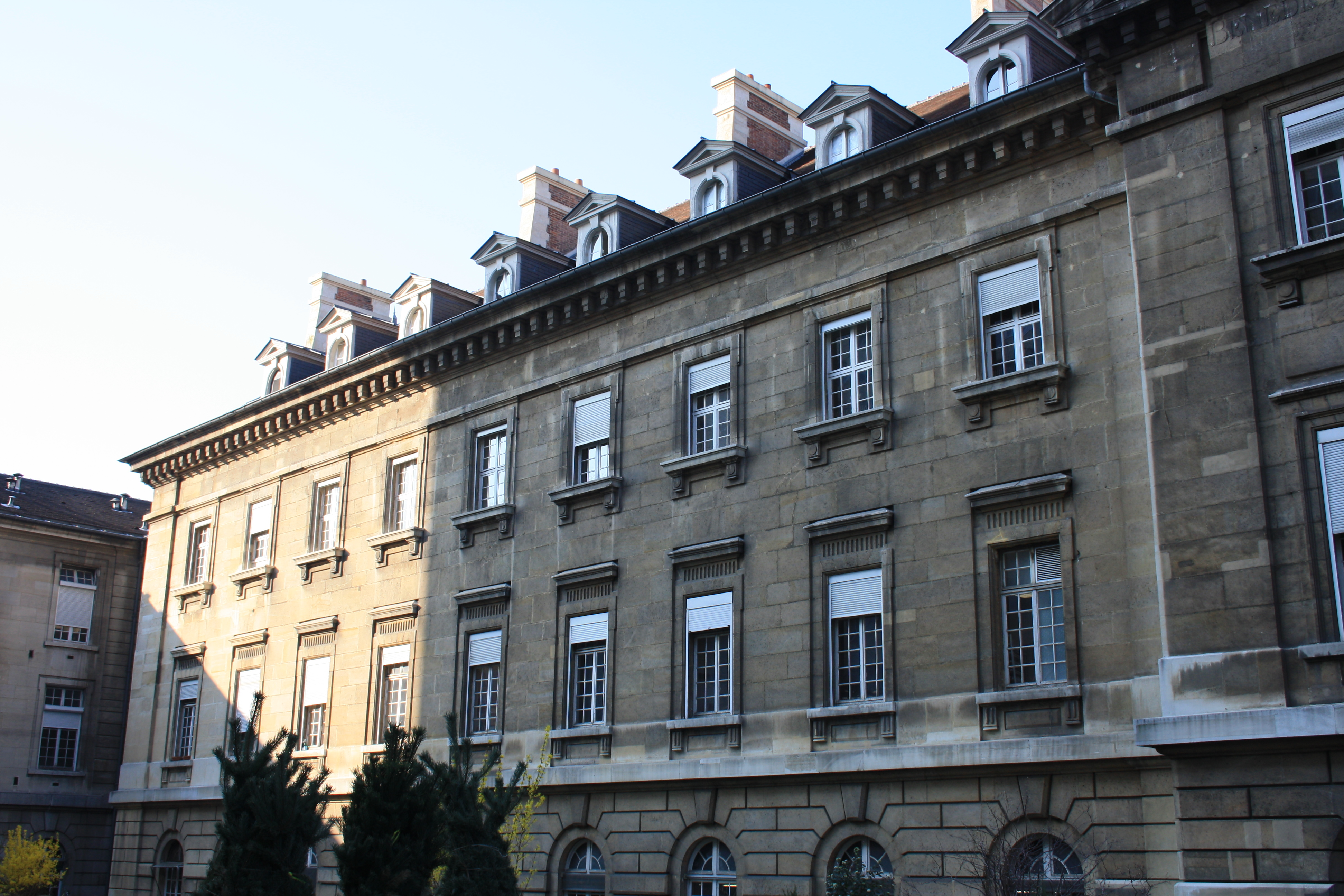
Bâtiment ancien, pavillon de l'horloge.
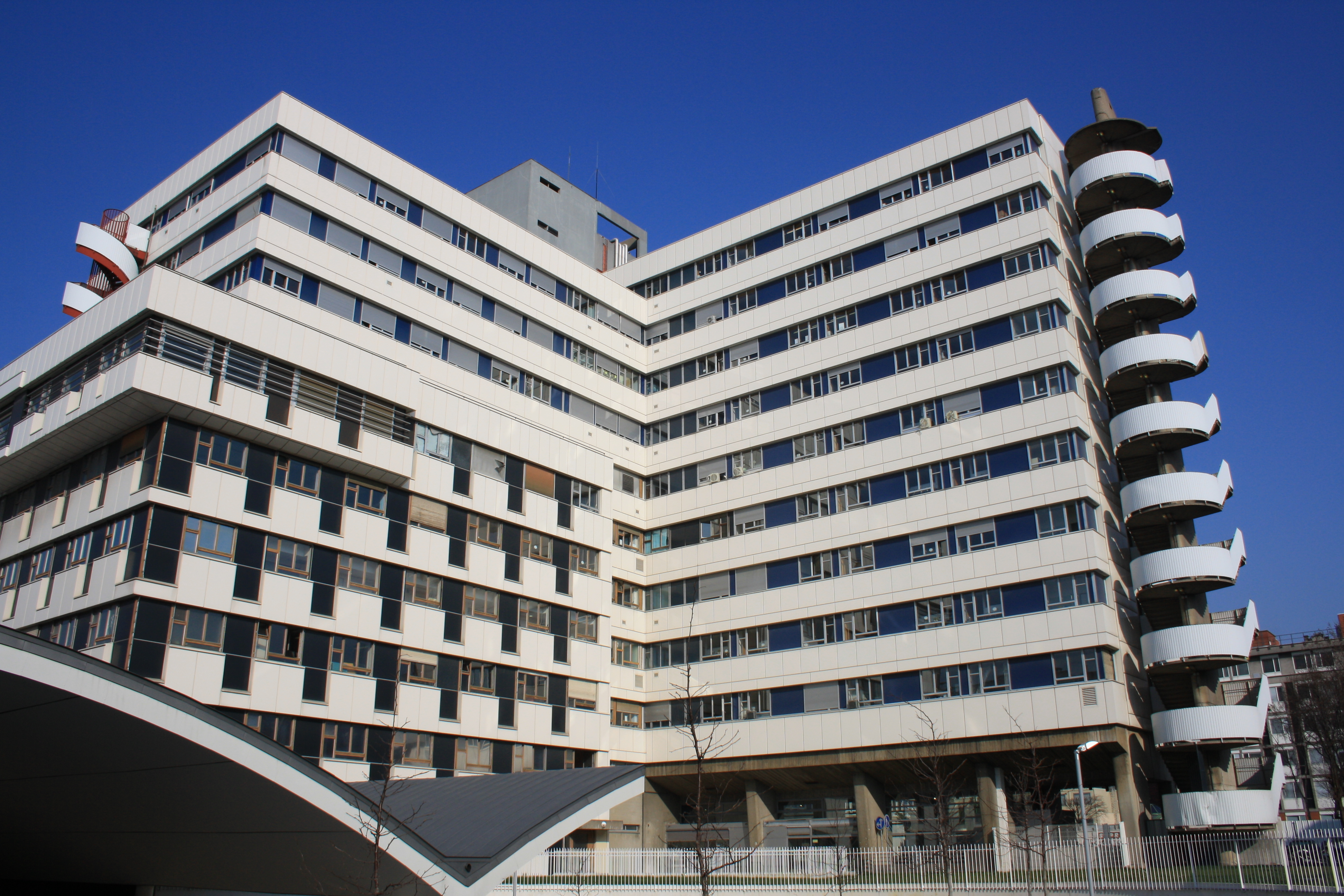
Bâtiment moderne.
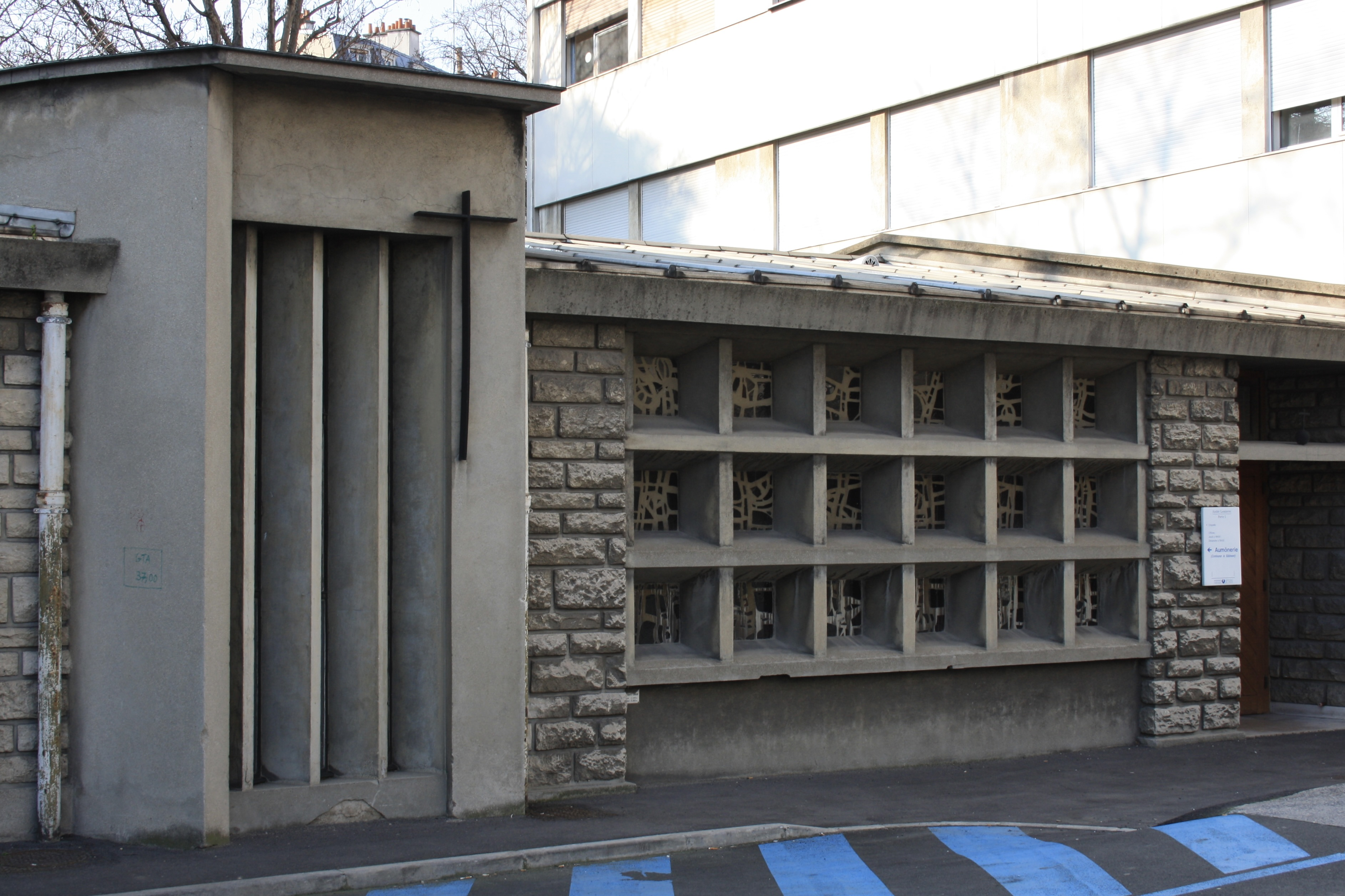
La chapelle de l'aumônerie.

## Activités
L'hôpital Saint-Antoine compte 780 lits dont 22 en urgences, 96 places en hôpital de jour. Il a assuré 270 000 consultations, 53 000 admissions et 2 400 naissances (chiffres 2007). Il emploie 3 700 personnes dont 900 pour le personnel médical (en équivalent temps-plein). Il est centre de prélèvement d'organes et de tissus, des autogreffes et spécialisé dans les maladies rares notamment. Au sein de son Institut de soins infirmiers (IFSI), il assure la formation professionnelle des futurs infirmiers et infirmières.
Un médecin urgentiste de cet hôpital, Patrick Pelloux, a souvent alerté l'opinion publique sur le manque de moyens dont disposaient les hôpitaux publics, notamment au moment de la canicule de 2003 lorsqu'il fut l'un des premiers à alerter les pouvoirs publics face à la situation de crise qu'il constatait aux urgences de cet hôpital.
Il a fait l'objet d'une panne d'électricité rarissime dans la nuit du 25 au 26 juin 2008 avec une coupure d'une des alimentations EDF suivie d'une défaillance d'un des trois groupes électrogènes, ayant conduit à l'évacuation de certains patients en pleine nuit vers d'autres hôpitaux,.
L'hôpital a accueilli le tournage de quelques scènes de la série Urgences dans l'épisode 21 de la saison 11 ainsi que du film Les Petits Mouchoirs (2010).
Depuis 2022, un nouveau bâtiment a été construit dans l'enceinte de l'hôpital afin d’accueillir le siège de l'AP-HP, qui était précédemment situé avenue Victoria et rue Saint-Martin.
Pendant la pandémie de Covid-19, l'hôpital Saint-Antoine participe à la recherche thérapeutique, notamment l'essai clinique Corimuno-plasm (plasmathérapie), avec l'équipe de Karine Lacombe, cheffe de service des maladies infectieuses et tropicales et chercheuse à l'Institut Pierre-Louis d'épidémiologie et de santé publique.

## Directeurs
Paul Bru a été directeur de cet hôpital de 1902 à 1904.
Jérôme Hubin est l'actuel directeur de l’hôpital Saint-Antoine depuis 2019.

## Hommages

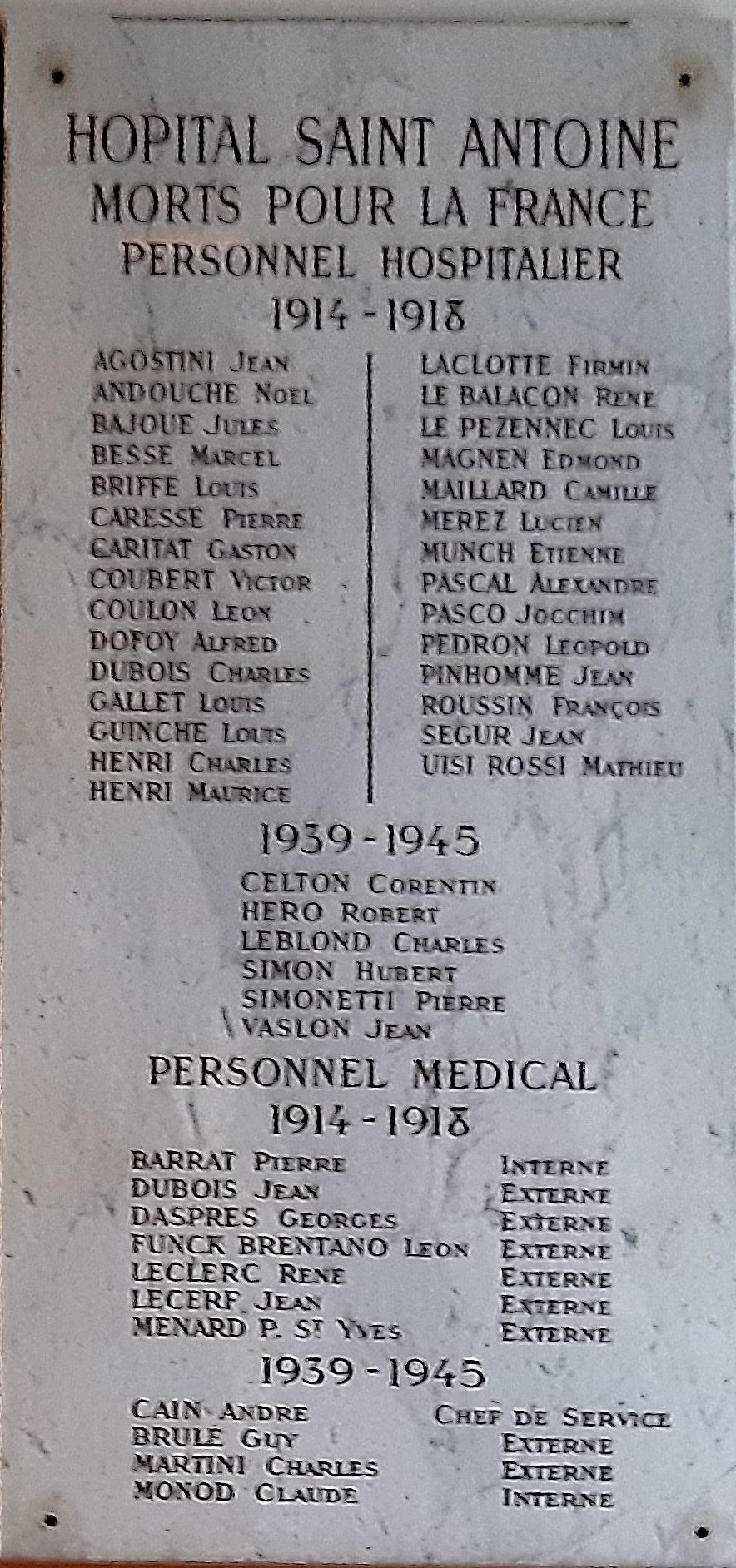
Plaque commémorative aux Morts pour la France.

Une plaque apposée à l'intérieur du bâtiment central rend hommage aux personnels de l'hôpital morts pour la France durant la Première et la Seconde Guerre mondiale, notamment Corentin Celton.

## Accès
L'hôpital possède deux entrées, une entrée principale réservée aux piétons et aux cyclistes au 184, rue du Faubourg-Saint-Antoine qui est accessible par la ligne 8 à la station Faidherbe - Chaligny et une entrée véhicules et piétons au 34, rue Crozatier, où se situe la chapelle.